# Too Tough to Die: A Tribute to Johnny Ramone
Too Tough to Die: A Tribute to Johnny Ramone es una película documental estadounidense de 2006 dirigida por la cineasta Mandy Stein, acerca del guitarrista Johnny Ramone, uno de los miembros fundadores de la banda de punk Ramones.

## Sinopsis
El documental contiene un concierto tributo al guitarrista Johnny Ramone celebrado el 12 de septiembre de 2004, tres días antes de la muerte del músico a causa de un cáncer de próstata. En el evento participaron agrupaciones y artistas como Red Hot Chili Peppers, Eddie Vedder, Debbie Harry y The Dickies. Adicionalmente, contiene entrevistas con personalidades allegadas al guitarrista.